# Улица Героев Полка «Азов»
У́лица Геро́ев Полка́ «Азо́в» (укр. вулиця Героїв Полку «Азов») — улица в Оболонском районе Киева, жилой массив Оболонь. Пролегает от улицы Левка Лукьяненко к площади Сантьяго-де-Чили.
Примыкают Добрынинская улица, Оболонский проспект, Оболонская площадь, Иорданская улица, проспект Владимира Ивасюка.

## История
Запроектирована в 1960-е годы под названием Центральная поперечная (южная сторона). С 1970 года по 2022 год носила имя Маршала Советского Союза Родиона Яковлевича Малиновского. С 12 сентября 2022 года носит современное название. Застройка улицы осуществляется с 1972 года.

## Памятники
На улице вблизи пожарной части находится памятник пожарным. В 2011 году вблизи пожарной части также установлен мемориальный знак в честь героев Чернобыля и памятник Старшинам армии УНР — уроженцам города Киева.

## Учреждения
- Стоматологическая поликлиника Оболонского района г. Киева, (д.№9а)
- Дошкольное учебное заведение № 585 (д. № 1б)
- Гимназия № 299 с углублённым изучением иврита (д. № 1в)
- Оболонское районное управление ГУ МВД в г. Киеве (д. № 2а)
- Жилой дом "Гранд" (строится до 31.12.2014) (д. № 4)
- РКМ «Северный» АЭК «Киевэнерго» (дом № 4а)
- Супермаркет «Сильпо» (дом № 5)
- Государственная пожарно-спасательная часть № 25, музей пожарного дела (дом № 6)
- Храм иконы Божией Матери «Неопалимая Купина» (д. № 6а)
- Отделение связи 04212, стоматологическая поликлиника Оболонского района (д. № 9а)
- Прокуратура Оболонского района (д. № 10)
- Детская школа искусств № 5 (д. № 11в)
- ТРЦ «Метрополис», кинотеатр «Линия Кино - Метрополис» (дом № 12)
- Центр семейного досуга «Дивосвит» (дом № 24/10)
- Дошкольное учебное заведение № 573 (д. № 27г)
- Школа-детсад «Первая ласточка» (дом № 30а)
- Супермаркет «Сильпо» (дом № 34)

## Изображения

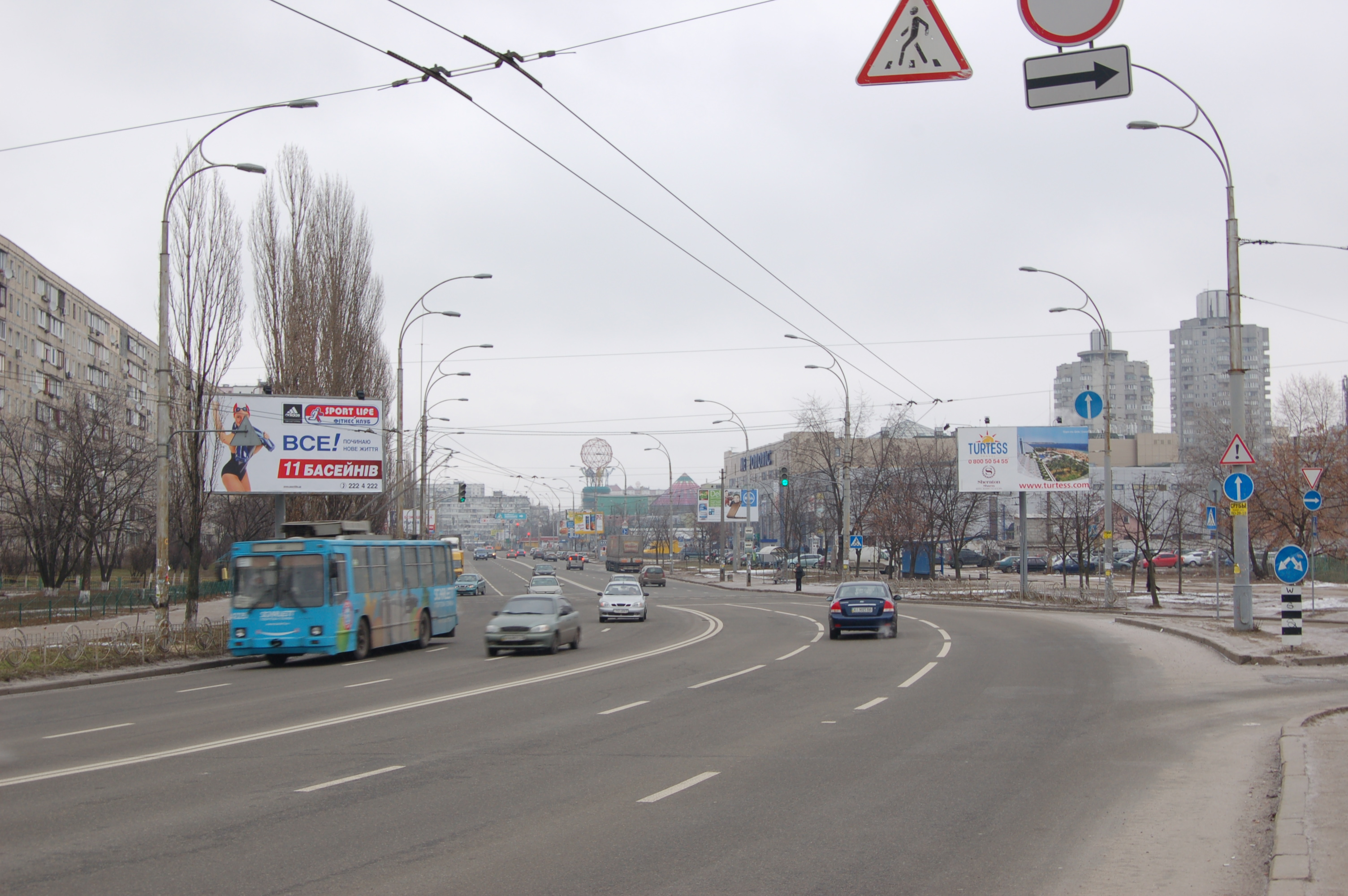
Улица Героев полка «Азов»
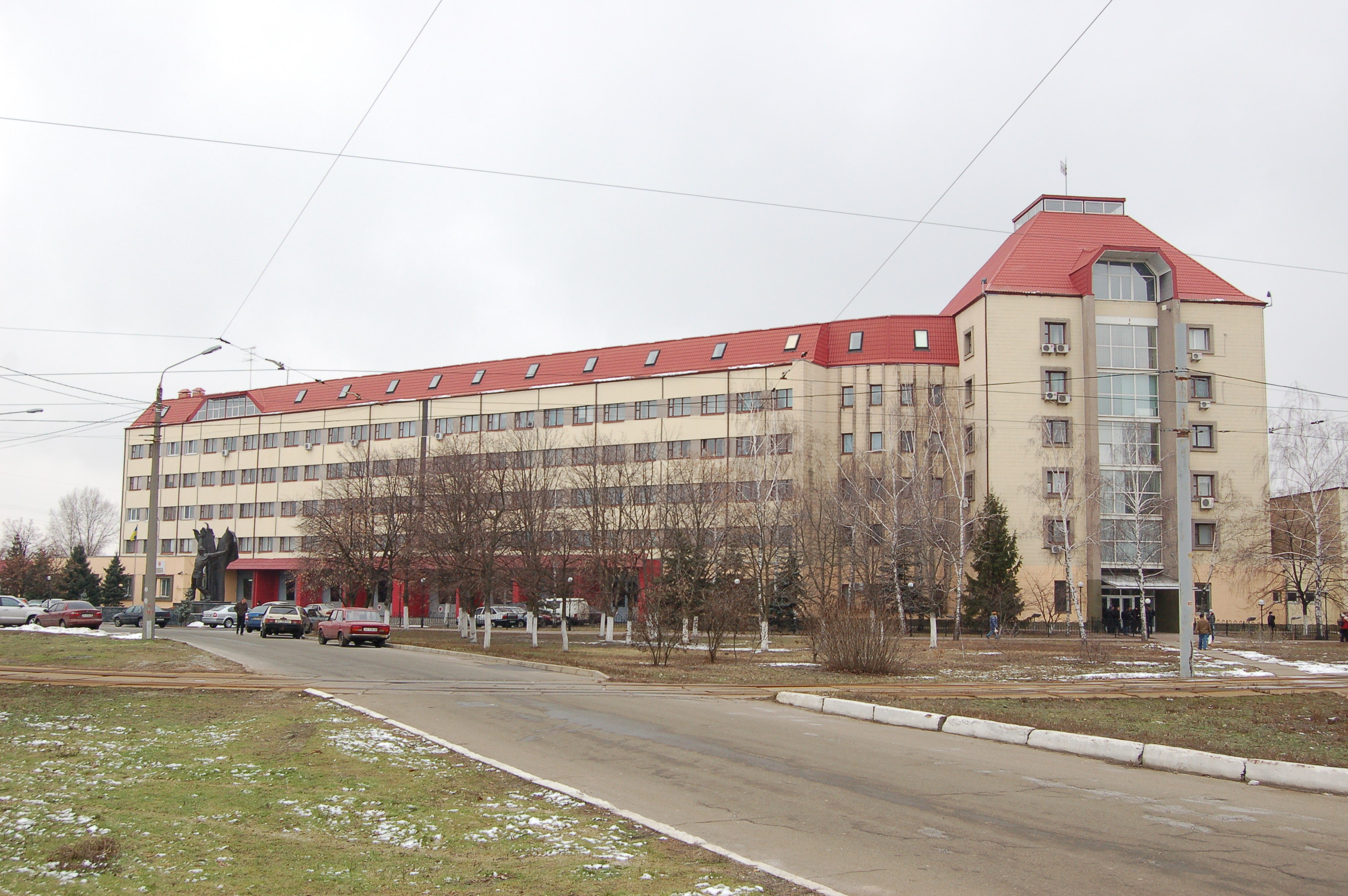
Государственная пожарно-спасательная часть № 25
Мемориальный знак на честь героев Чернобыля
Памятник «Старшинам Армии УНР — уроженцам г. Киева»

## Катастрофы
Утром 18 января 2013 года на стройплощадке 25-этажного жилого дома «Гранд» упала стрела строительного крана. Двое работников погибло, один пострадал. Причина катастрофы — старый трос крана, установленный из-за нехватки денег на новый.